# جزموند دین (کالیفرنیا)
جزموند دین (به انگلیسی: Jesmond Dene) یک منطقهٔ مسکونی در ایالات متحده آمریکا است که در شهرستان سن دیگو، کالیفرنیا واقع شده‌است. جزموند دین ۲۷۴٫۳۲ متر بالاتر از سطح دریا واقع شده‌است.